# Manfred Vogel (Fußballspieler)
Manfred Vogel (* 9. August 1947) ist ein ehemaliger deutscher Fußballspieler. 1974/75 war er Torschützenkönig der Oberliga in der DDR.

## Sportliche Laufbahn
Vogel spielte bis 1970 bei der in der drittklassigen Bezirksliga antretenden Betriebssportgemeinschaft Motor Köthen. Der etatmäßige Stürmer wurde zu Beginn der Saison 1970/71 zum Fußballleistungszentrum des Bezirkes Halle, dem DDR-Oberligisten Halleschen FC Chemie, delegiert. Obwohl er mit 23 Jahren bereits lange dem Juniorenbereich entwachsen war, schien der Sprung aus der Drittklassigkeit in die 1. Mannschaft eines Fußballclubs für ihn zunächst zu groß. Manfred Vogel profilierte sich neben 76 Minuten in der Oberliga in seinem ersten Jahr nach seinem Wechsel von Köthen nach Halle so zunächst bei der HFC-Reserve. Die 2. Mannschaft war Anfang der 1970er-Jahre Bestandteil der zweitklassigen Liga. Dort bewies der 1,80 Meter große und 72 Kilogramm schwere Vogel nachdrücklich seine Fähigkeiten als Torjäger und war in der Saison 1972/73 besonders erfolgreich, als er in der über 22 Runden laufenden Ligastaffel C mit 17 Treffern Torschützenkönig wurde.
Für die 1. Mannschaft des HFC verlief diese Saison parallel allerdings äußerst dürftig, denn der Vorjahressechste musste als Tabellenletzter der Oberliga absteigen und 1973/74 in der DDR-Liga antreten. Nun zogen die Klubverantwortlichen Angreifer Vogel, der zu diesem Zeitpunkt bereits in 18 Oberligapartien Erstligaluft geschnuppert hatte, im Sommer endgültig in die 1. Mannschaft hoch. Vogel fand sich im personell nur geringfügig veränderten Team, das aber auf Kapitän Bernd Bransch (im WM-Jahr zum FC Carl Zeiss Jena gewechselt) verzichten musste, schnell zurecht und wurde mit 18 Toren erneut Staffeltorjäger Nummer 1. Seiner Mannschaft gelang postwendend der Wiederaufstieg in die Oberliga.
Als Aufsteiger tat sich der HFC trotz der Rückkehr Branschs im Folgejahr aber naturgemäß schwer und landete am Ende der Saison mit nur einem Punkt Vorsprung vor einen Abstiegsplatz auf Rang elf. Mit ihrer Torquote brauchten sich die Hallenser allerdings nicht zu verstecken, denn mit 37 Toren waren sie genauso erfolgreich wie der Tabellenfünfte. Maßgeblichen Anteil daran hatte Manfred Vogel, der mit seinen 17 Treffern fast die Hälfte der HFC-Tore erzielte. Damit war der gelernte Schlosser nicht nur erfolgreichster Torschütze seiner Mannschaft, sondern errang zugleich die Torjägerkrone der DDR-Oberliga in der Saison 1974/75. Dabei profitierte er allerdings auch von dem Umstand, dass der zuletzt erfolgreichste DDR-Torschütze, Hans-Jürgen Kreische von der SG Dynamo Dresden, lange (fünf Tore in neun Spielen wie schon 1973/74) verletzt ausfiel.
In der Spielzeit 1975/76 wurde Vogel von seinem Stürmerkollegen Werner Peter als bester HFC-Torschütze abgelöst, schoss aber in der folgenden Spielzeit 1976/77 mit zwölf Treffern noch einmal die meisten Tore für seine Mannschaft und landete damit auf Platz drei der Oberligaschützenliste. Seine Torgefährlichkeit in diesen Jahren machte ihn auch für die Auswahltrainer des DFV interessant. 1977 verhalf sie ihm zu zwei Einsätzen in der B-Nationalmannschaft der DDR. Bevor er 1979 den Halleschen Klub verließ, steigerte Vogel sein Oberligatorekonto auf insgesamt 57 Treffer. Da er in 133 Oberligaspielen mitgewirkt hatte, erreichte er damit eine Torquote von 0,43 pro Spiel.
Mit 32 Jahren wechselte Manfred Vogel zu Beginn der Saison 1979/80 zum Oberligakonkurrenten FC Rot-Weiß Erfurt, der Ersatz für die ausgeschiedenen Hans-Günter Schröder und Horst Weißhaupt benötigte. Mit seiner neuen Mannschaft gelangte Vogel im DDR-Pokalwettbewerb bis in das Endspiel, wo man allerdings gegen den FC Carl Zeiss Jena mit 1:3 nach Verlängerung unterlag. Vogel war auf der linken Mittelfeldposition aufgeboten worden, auf die er im Laufe der Saison umfunktioniert worden war. In der Oberligaspielzeit 1981/82 gab Vogel seinen Ausstand in der höchsten Spielklasse des DDR-Fußballs. Seiner Oberligabilanz hatte er in Erfurt weitere 43 Einsätze hinzugefügt, sodass er auf insgesamt 176 Oberligaspiele kam. Sein Torekonto konnte er in Erfurt lediglich um fünf Treffer erhöhen, damit stehen für ihn 62 Tore in der Oberliga zu Buche.
Beim DDR-Zweitligisten BSG Chemie Industriewerke Ilmenau spielte Manfred Vogel in zwei Halbserien (1981/82 und 1982/83), bevor anderthalb Jahre bei der BSG Motor Rudisleben im Aufgebot stand. Nachdem die Rudislebener als Siebenter der Staffel E 1983/84 den Sprung in die ab Sommer 1984 nur noch aus zwei Staffeln bestehende Liga verpassten, verliert sich die Spur von Manfred Vogel im höherklassigen ostdeutschen Fußball.